# Hirotsugu Nakabayashi
Hirotsugu Nakabayashi (født 28. april 1986) er en japansk fodboldspiller, som spiller for den japanske fodboldklub Sanfrecce Hiroshima.